# 57th Street (metropolitana di New York)
57th Street è una fermata della metropolitana di New York situata sulla linea IND Sixth Avenue. Nel 2019 è stata utilizzata da 4 550 216 passeggeri. È servita dalla linea F, attiva 24 ore su 24.

## Storia
La stazione fu aperta il 1º luglio 1968. È rimasta chiusa tra il 9 luglio e il 19 dicembre 2018 per essere sottoposta ad un'estesa ristrutturazione finanziata dal piano di investimenti 2015-2019 della Metropolitan Transportation Authority.

## Strutture e impianti
La stazione è sotterranea, ha una banchina ad isola e due binari. È posta al di sotto di Sixth Avenue e il mezzanino possiede otto uscite per il piano stradale, tre all'incrocio con 57th Street, tre all'incrocio con 56th Street e due sul lato est di Sixth Avenue compreso tra i due incroci.

## Interscambi
La stazione è servita da alcune autolinee gestite da NYCT Bus.
- Fermata autobus